# 山名貫義
山名 貫義（やまな つらよし、天保7年3月1日（1836年4月16日） － 明治35年（1902年）6月11日）は、明治時代の日本画家。現在ではあまり知られていないが、当時は大和絵最後の大家として高く評価されていた画家である。

## 略歴
紀州和歌山藩の絵師山名広政の子として、江戸麹町で生まれる。幼名は大助。弟に同じく日本画家の前田貫業。はじめ住吉派の住吉弘貫に学ぶ。明治維新後、工部省、内務省、農商務省に測量技術をもって出仕する。
明治10年代になって再び画道に戻り、明治12年（1879年）古画の模写を嘱託される。明治15年（1882年）の内国絵画共進会では審査員になり、翌年正倉院の宝物調査に従事する。明治17年（1884年）の第二回内国絵画共進会も審査員として加わり、「藤房奉勅訪楠氏図」「獣虫戯図」を出品し銀賞を授与される。同年創立の鑑画会では、狩野永悳、狩野友信と共に、古画の鑑定委員として当初から参加している。明治18年（1885年の皇居造営の際には、杉戸絵や襖絵などを多数手がける。同年五月二十日付の『今日新聞』に掲載された、異なる10の分野において当時最も優れた人物を読者の投票で選ぶという「日本十傑指定」と題する記事では、「政治家」伊藤博文、「軍師」榎本武揚、「学術家」中村正直、「著述家」福沢諭吉らと並び、10番目の「画家」の項目で貫義の名が挙げられている。
明治21年（1888年）全国宝物取調のため奈良、京都など京阪地方の寺社の調査にあたり、明治30年（1897年）まで全国の社寺を巡査した。明治29年（1896年）結成された日本絵画協会において、有職故実に通じ古画鑑定の大家であった貫義は、岡倉覚三（天心）によってまたも審査員として推薦され、後進の育成を依頼された。同年6月30日帝室技芸員となり、翌年古社寺保存会委員に任じられる。明治31年（1898年）東京美術学校のいわゆる「美校騒動」で新派の画家が抜けた後、荒木寛畝と共に教授に就任する。その数年後の明治35年（1902年）6月11日67歳で死去した。墓所は雑司ヶ谷霊園。
門人に高取稚成、河鍋暁翠、吉川霊華、松岡映丘などがいる。

## 代表作
- 仲国訪小督図 （東京国立博物館） 絹本着色
- 浮草 （宮内庁） 杉板地著色 二面 明治21年（1888年）
- 養老 （東京芸術大学大学美術館） 絹本着色 明治33年（1900年）
- 花鳥図 （大英博物館） 紙本著色

## 参考資料
- 日本美術院百年史編集室編 『日本美術院百年史 第一巻 上』 日本美術院、1989年
- 高階秀爾監修 『絵画の明治 近代国家とイマジネーション』 毎日新聞社、1996年、ISBN 978-4-620-60508-1